# Patricia Scaliter
Patricia Scaliter (Buenos Aires, Argentina; 1958) es una exmodelo, actriz y presentadora infantil argentina.

## Carrera
Su carrera comenzó cuando tenía tres años y su madre la enviaba a estudiar danzas clásicas, pero un buen día cuando estaba presenciando un programa de la televisión de entonces llamada La Calesita de Tatín conducido por Tato Cifuentes donde bailaba en el grupo de ballet su hermana, sorprendió al conductor del programa por su verborragia y desfachatez. Los productores le ofrecen a su madre el sacarle fotos publicitarias, y de esta forma comenzó su carrera actoral hasta llegar a García Ferré.
Integrante del personal del genial Manuel García Ferré, se inició en la pantalla chica junto a su hermana mayor la también actriz Amalia Scaliter donde trabajaron por muchos años para el público infantil.
Durante varios años a partir de 1964 encarnó el querido personaje de la Hada Patricia (un hada buena que tenía que cuidar el bosque de la malvada Bruja Cachavacha) en el programa El club de Anteojito y Antifaz, que luego pasó a llamarse El show de Anteojito y Antifaz, y también en El club de Hijitus. También estuvo en el popular ciclo El libro gordo de Petete, el programa mostraba información audiovisual que ilustraba la enciclopedia que daba nombre al programa. Estos cortos se emitían en la televisión en las décadas de 1970 y de 1980. Allí solía despedirse con la frase: "El libro gordo te enseña, el libro gordo entretiene y yo te digo contenta, hasta la clase que viene".
En cine tuvo una única incursión junto a su hermana en la película cómica Pimienta junto a los primeros actores Lolita Torres y Luis Sandrini, bajo la dirección de Carlos Rinaldi. Trabajó con Thelma Biral, Guillermo Bredeston, Rodolfo Bebán y Sandro.
A los 18 años mientras seguía conduciendo programas distribuía su tiempo estudiando y luego trabajando como azafata de líneas aéreas, carrera por la que terminó optando y que la llevó a conocer a su marido y radicarse desde entonces en Filadelfia, Estados Unidos, donde tuvo a sus tres hijos y siguió estudiando Psicología, carrera que hoy practica.

## Filmografía
- 1966: Pimienta.

## Televisión
- 1971: El panal de la felicidad
- 1971: Calculín junto a Héctor Larrea.
- 1970: El libro gordo de Petete.
- 1970: Alta comedia, episodio Mañon.
- 1968: El club de Hijitus como el Hada Patricia.
- 1968: El show de Anteojito y Antifaz como Cascabelito.
- 1964: El club de Anteojito y Antifaz como el Hada Patricia.